# Leif Söderberg
Leif Erik Söderberg, född 31 januari 1944 i Hässleholm, död 25 augusti 2005 i Sävsjö, var en svensk målare och grafiker.
Han var son till stadsschaktmästaren Knut Alfons Söderberg och Siri Ragnhild Ingegerd Johansson. Söderberg studerade först konst på egen hand och medverkade i tillsammans med tre andra konstnärers utställning Grupp 62 i Eksjö 1962. Därefter reste han på studieresor till Frankrike och Spanien innan han studerade en tid vid Forums grafikskola i Malmö 1966 innan han antogs som elev vid Kungliga konsthögskolan i Stockholm. Tillsammans med Gunnar Johansson ställde han ut i Kalmar 1964 där han visade en serie oljemålningar utförda på papper. Samma år medverkade han i Skånes konstförenings höstutställning där Malmö museum köpte hans verk Kär, det är vad jag är som var målat med asketiska metallfärger på papper. Söderberg har därefter varierat sitt måleri med suggestiva ringlande rörformer, raffinerade bilder med kalligrafiska abstraktioner med grafiska mönstringar i vitt mot en djupsvart bakgrund som med en ironisk distans anknyter till pop- och rymdålderns värld. Han visade en kollektion rörmålningar på Teatergalleriet i Malmö och Skånes konstförenings höstutställning i Lund 1966. Han har även medverkat i utställningarna Sex +en. Ung konst på Galerie Leger i Malmö samt utställningar på Galerie Mai-Li, Galerie Bleu och Sveagalleriet i Stockholm samt på Galerie Iris Clert i Paris. Söderberg är representerad vid bland annat Kalmar konstmuseum.

### Fotnoter
1. ↑  ”Kalmar konstmuseum”. Arkiverad från originalet den 10 december 2017. https://web.archive.org/web/20171210020058/http://konstdatabas.designarkivet.se/index.php/Detail/Object/Show/object_id/1041. Läst 9 december 2017.